# Дьявол носит Prada 2
«Дьявол носит Prada 2» (англ. The Devil Wears Prada 2) — будущая американская комедийная драма режиссёра Дэвида Френкеля по сценарию Алин Брош Маккенны. Сюжет фильма основан на книге Лорен Вайсбергер «Месть носит Prada». Сиквел фильма «Дьявол носит Prada» (2006). Мэрил Стрип, Энн Хэтэуэй, Эмили Блант и Стэнли Туччи повторят свои роли из оригинального фильма.
Премьера фильма запланирована на 1 мая 2026 года.

## Сюжет
Подробности сюжета держатся в тайне, но известно, что Миранда Пристли столкнётся с трудностями, вызванными упадком печатной индустрии.

## В ролях
- Мэрил Стрип — Миранда Пристли
- Энн Хэтэуэй — Андреа «Энди» Сакс
- Эмили Блант — Эмили Шарльтон
- Стэнли Туччи — Найджел Киплинг
- Кеннет Брана — муж Миранды
- Саймон Бейкер — Кристиан Томпсон
- Трейси Томс — Лили
- Рич Соммер — Дог
- Дэвид Маршалл Грант — Ричард Сакс
- Джеймс Наугтон — Стивен
- Ребекка Мэйдер — Джослин
- Жизель Бундхен — Серена
- Джордж С. Уолф — Пол
- Стефани Шостак — Жаклин Фолетт
- Хайди Клум в роли самой себя
- Валентино Гаравани в роли самого себя
- Бриджет Холл в роли самой себя

## Производство
В 2013 году Лорен Вайсбергер написала продолжение своей книги «Дьявол носит Prada» — Revenge Wears Prada: The Devil Returns. Однако не было уверенности, что фильм или какое-либо продолжение будет снято, поскольку двое из актёров не горели желанием вернуться к своим ролям. Сообщалось, что Мэрил Стрип не была заинтересована в создании сиквела, а Энн Хэтэуэй отметила, что была бы заинтересована в работе с теми же людьми, но это должно было быть «что-то совсем другое».
В июле 2024 года началась разработка прямого продолжения фильма «Дьявол носит Prada», сценарий вновь написала Алин Брош Маккенна, а Стрип, Хэтэуэй, Эмили Блант и Стэнли Туччи подтвердили, что вернутся к своим ролям из оригинального фильма. Дэвид Френкель ведёт переговоры о возвращении в качестве режиссёра. Основные съёмки начались 30 июня 2025 года, Френкель был подтверждён как режиссёр, Кеннет Брана присоединился к актёрскому составу. В этот день было объявлено, что Эдриан Гренье не вернётся к роли Нэйта Купера в сиквеле.
Премьера фильма запланирована на 1 мая 2026 года.